# Antonio de Escobar y Mendoza

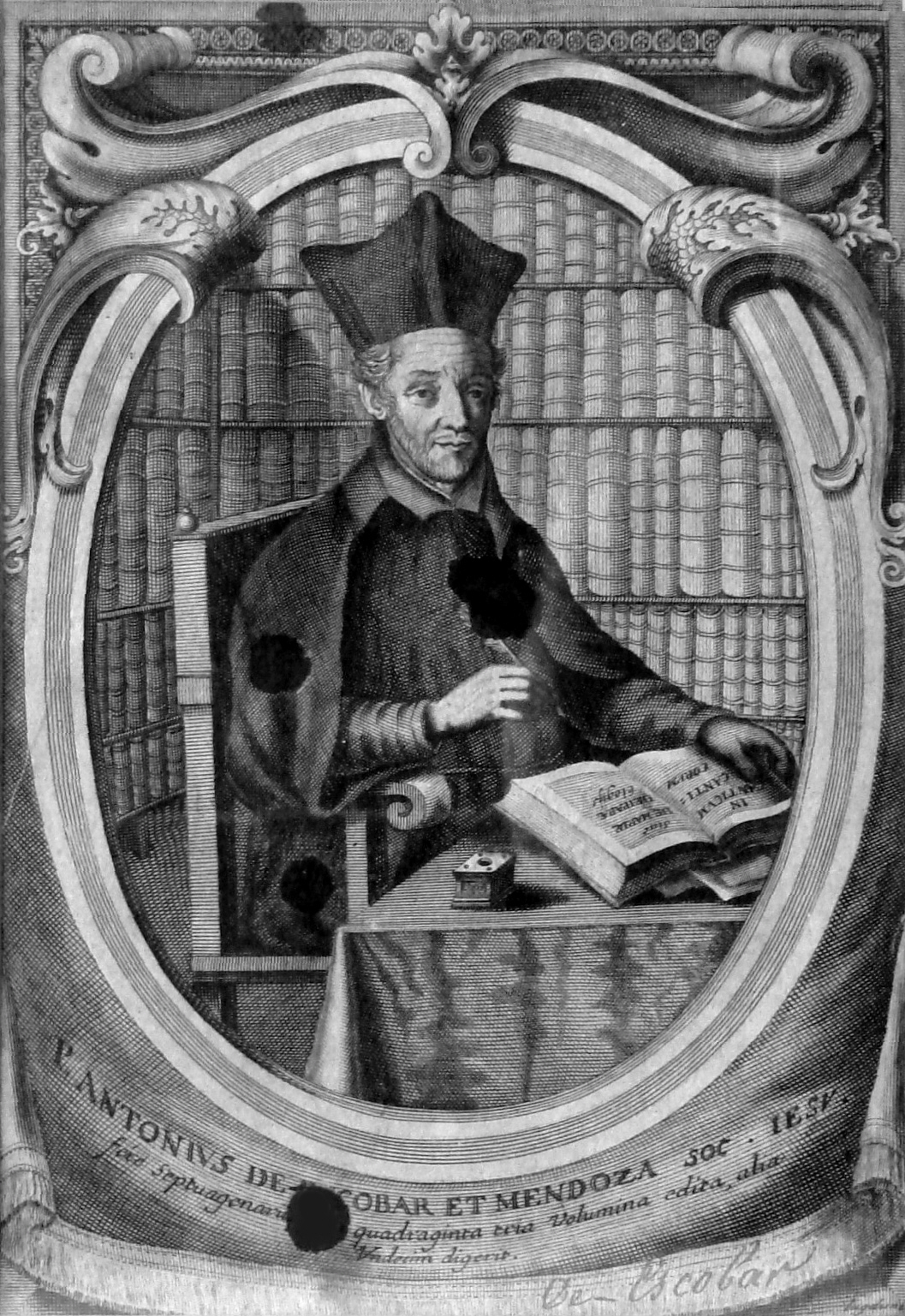
Mons. Escobar y Mendoza

Antonio de Escobar y Mendoza (Valladolid, 1589-ibidem, 4 de julio de 1669) fue un jesuita y moralista de renombre. Miembro de una destacada familia, mantuvo una controversia doctrinal con rigurosos jansenistas, especialmente Blaise Pascal. Fue educado con los jesuitas y con quince años ingresó en la Compañía del Jesús.

## Obra
- Summula casuum conscientiae (1627)
- Examen de confesores y práctica de penintentes (1630)
- Liber theologiae moralis (1644)
- Universae theologiae moralis problemata (1652-1666)